# DSC Arminia Bielefeld
DSC Arminia Bielefeld, Deutscher Sport-Club Arminia Bielefeld, Die Arminen, är en tysk fotbollsklubb i Bielefeld, grundad 1905.

## Historia

### Arminia grundas
Arminia Bielefeld grundades ursprungligen som 1. Bielefelder FC Arminia 1905. Namnet syftar på den germanska ledaren Arminius. 1926 gjorde en fusion att man bytte namn till DSC Arminia Bielefeld. Under 1920-talet hade man stora framgångar då man bl.a. blev tyska mästare 1922 och 1923 samt Westfalen-mästare ett flertal gånger.

### "Hisslaget"
I Tyskland kallas Arminia hisslaget ("Fahrstuhlmannschaft") då man har rekordet i antalet avancemang till Bundesliga. Man har således även det mindre glamourösa rekordet i antalet degraderingar. 1970 gjorde man sin första säsong i Bundesliga men åkte ur 1972 sedan klubben varit inblandad i Bundesligaskandalen. Inblandningen i Bundesligaskandalen är klubbens lågvattenmärke. 1978 var man tillbaka igen men åkte ur direkt för att göra comeback redan 1980. Nu stannade man kvar i förstadivisionen och lyckades komma på stabila mittenplaceringar 1983 och 1984. Men Bielefeld åkte ur 1985 och var till och med nere i Regionalliga (motsvarande svenska division 2) innan man 1996 gjorde ånyo comeback i Bundesliga. Det räckte fram till 1998 då man åkte ur igen.
Hisslaget förnekade sig inte utan var tillbaka redan efter ett år - för att åka ur igen. Ännu en sejour hanns med innan man lyckades stanna kvar 2004–2005. Bielefeld har detta till trots varit klubben där flera blivande landslagsspelare spelat under karriären: Thomas Helmer och Stefan Kuntz var senare i karriären med och tog EM-guld med Tyskland 1996. Landslagsbacken Arne Friedrich hann spela två kanonsäsonger 2000–2002 innan han värvades av Hertha BSC Berlin och direkt kallades till landslaget. Målvakten Uli Stein började karriären i Bielefeld på 1970-talet, hade sin storhetstid i Hamburger SV, för att avsluta karriären som 41-åring med Bielefeld.

### 2004–2005
2004 var Arminia Bielefeld tillbaka i Bundesliga och var bättre än någonsin. Laget tillhörde de tippade bottenlagen och var bland de mest troliga att åka ur, men överraskade genom att göra strålande resultat under framförallt första halva av säsongen. Under våren tog man en skalp då man hemma slog de blivande mästarna FC Bayern München med 3-1. I slutet av säsongen sparkades den framgångsrika tränaren Uwe Rapolder sedan han gjort klart med 1. FC Köln inför nästa säsong. Den fina säsongen gjorde att flera av lagets bästa spelare blev köpta. Den sydafrikanske skyttekungen Delron Buckley gick till Borussia Dortmund och den tyske landslagsbacken Patrick Owomoyela, en av säsongens största överraskningar, gick till SV Werder Bremen. Under den nygamla tränaren Thomas von Heesen får Bielefeld på nytt satsa för kontrakt med många nya spelare i laget.

## Spelare

### Truppen
Korrekt per den 10 oktober 2021
| 1  | Tyskland | Stefan Ortega   | 6 november 1992 | 1860 München (-17)    |
| 13 | Grekland | Stefanos Kapino | 18 mars 1994    | Werder Bremen (-21)   |
| 35 | Tyskland | Arne Schulz     | 23 mars 2003    | DSC Arminia Bielefeld |

| 2  | Tyskland | Amos Pieper           | 17 januari 1998  | Borussia Dortmund II (-19) |
| 3  | Portugal | Guilherme Ramos       | 11 augusti 1997  | Feirense (-21)             |
| 4  | Sverige  | Joakim Nilsson        | 6 februari 1994  | IF Elfsborg (-19)          |
| 5  | Danmark  | Jacob Barrett Laursen | 17 november 1994 | Odense (-20)               |
| 6  | Tyskland | Lennart Czyborra      | 3 maj 1999       | Genoa (-21)                |
| 15 | Belgien  | Nathan de Medina      | 8 oktober 1997   | Mouscron (-20)             |
| 27 | Schweiz  | Cédric Brunner        | 17 februari 1994 | FC Zürich (-18)            |
| 30 | Panama   | Andrés Andrade        | 16 oktober 1998  | LASK Linz (-21)            |

| 8  | Österrike | Alessandro Schöpf    | 7 februari 1994 | Schalke 04 (-21)        |
| 11 | Japan     | Masaya Okugawa       | 14 april 1996   | Red Bull Salzburg (-21) |
| 16 | Tyskland  | Fabian Kunze         | 14 juni 1998    | Rödinghausen (-19)      |
| 19 | Österrike | Manuel Prietl        | 3 augusti 1991  | Mattersburg (-16)       |
| 20 | Österrike | Patrick Wimmer       | 30 maj 2001     | Austria Wien (-21)      |
| 21 | Tyskland  | Robin Hack           | 27 augusti 1998 | Nürnberg (-21)          |
| 22 | Schweiz   | Edimilson Fernandes  | 15 april 1996   | Mainz (-21)             |
| 37 | Tyskland  | Vladislav Cherny     | 21 juni 2003    | DSC Arminia Bielefeld   |
| 39 | Grekland  | Sebastian Vasiliadis | 4 oktober 1997  | Paderborn (-21)         |

| 9  | Tyskland  | Fabian Klos    | 2 december 1987  | Wolfsburg II (-11)   |
| 10 | Frankrike | Bryan Lasme    | 14 november 1998 | Sochaux (-21)        |
| 18 | Tyskland  | Florian Krüger | 13 februari 1999 | Erzgebirge Aue (-21) |
| 23 | Tyskland  | Janni Serra    | 13 mars 1998     | Holstein Kiel (-21)  |

### Utlånade spelare
| Nr | Land      | Pos | Namn                                                           |
| -- | --------- | --- | -------------------------------------------------------------- |
|    | Österrike | MF  | Christian Gebauer (i Ingolstadt till 30 juni 2022)             |
|    | Tyskland  | MF  | Jomaine Consbruch (i Eintracht Braunschweig till 30 juni 2022) |
|    | Sverige   | MV  | Oscar Linnér (i Brescia till 30 juni 2022)                     |

| Nr | Land     | Pos | Namn                                                          |
| -- | -------- | --- | ------------------------------------------------------------- |
|    | Tyskland | A   | Sebastian Müller (i Eintracht Braunschweig till 30 juni 2022) |
|    | Tyskland | MF  | Noel Niemann (i Hartberg till 30 juni 2022)                   |

### Kända spelare
- Arne Friedrich
- Ali Daei
- Thomas Helmer
- Stefan Kuntz
- Bruno Labbadia
- Ewald Lienen
- Patrick Owomoyela
- Frank Pagelsdorf
- Tobias Rau
- Uli Stein
- Sibusiso Zuma

### Finländare i klubben
- Olli Isoaho
- Pasi Rautiainen
- Berat Sadik

### Svenskar i klubben
- Billy Ohlsson
- Joakim Nilsson
- Oscar Linnér

## Tränare
Tränare i urval.
- Otto Rehhagel
- Horst Köppel
- Ernst Middendorp
- Thomas von Heesen
- Benno Möhlmann
- Uwe Rapolder